# Баскетболист года конференции USA
Баскетболист года конференции USA (англ. Conference USA Men's Basketball Player of the Year) — это ежегодная баскетбольная награда, вручаемая по результатам голосования лучшему баскетболисту среди студентов конференции USA, входящей в 1-й дивизион NCAA. Голосование проводится среди главных тренеров команд, входящих в конференцию (на данный момент их пятнадцать), к тому же свои голоса тренеры подают после окончания регулярного чемпионата, но перед стартом турнира плей-офф, то есть в начале марта, причём они не могут голосовать за своих собственных игроков. Награда была учреждена и впервые вручена Дэнни Фортсону из Университета Цинциннати в сезоне 1995/96 годов.
Конференция USA была образована в 1995 году путём слияния двух других конференций, Metro и Great Midwest. Сначала конференция состояла из семи команд, через год к ней присоединился Хьюстонский университет, в 2001 году в неё вошла команда Восточно-Каролинского университета, а в 2005 году в неё были включены ещё шесть команд и одновременно её покинули четыре команды. В 2013 году её покинули ещё четыре команды, плюс одновременно присоединились ещё семь команд, причём одна из них, университет Северной Каролины в Шарлотт, вернулась в неё после ухода в 2005 году. В 2014 году из конференции ушли ещё три команды, Восточно-Каролинский университет, Тулейнский университет и университет Талсы, которые получили предложение перейти в недавно образованную Американскую спортивную конференцию, после чего в ней осталось двенадцать команд. В настоящее время в неё входит четырнадцать команд.
Лишь два игрока, Дэнни Фортсон и Стив Логан, получали этот приз по два раза, но только Квентин Ричардсон становился лауреатом этой премии, будучи первокурсником. Чаще других обладателями данной награды становились баскетболисты университета Цинциннати и университета Мемфиса (по 5 раз).

## Легенда
| *         | Становились лауреатами Приза Джеймса Нейсмита (1969—) или Приза Джона Вудена (1977—), либо признавались баскетболистом года среди студентов по версии UPI (1955—1996) или Helms Foundation (1905—1979) |
| Игрок (X) | Количество титулов |

## Победители
| Сезон   | Игрок               | Фото | Университет                                   | Позиция                                     | Год обучения | Примечания |
| ------- | ------------------- | ---- | --------------------------------------------- | ------------------------------------------- | ------------ | ---------- |
| 1995/96 | Дэнни Фортсон       |      | Университет Цинциннати                        | Тяжёлый форвард / Центровой                 | Второй       |            |
| 1996/97 | Дэнни Фортсон (2)   |      | Университет Цинциннати                        | Тяжёлый форвард / Центровой                 | Третий       |            |
| 1997/98 | Демарко Джонсон     |      | Университет Северной Каролины в Шарлотт       | Тяжёлый форвард                             | Четвёртый    |            |
| 1998/99 | Квентин Ричардсон   |      | Университет Де Поля                           | Атакующий защитник / Лёгкий форвард         | Первый       |            |
| 1999/00 | Кеньон Мартин*      |      | Университет Цинциннати                        | Тяжёлый форвард                             | Четвёртый    |            |
| 2000/01 | Стив Логан          |      | Университет Цинциннати                        | Разыгрывающий защитник                      | Третий       | [ 1 ]      |
| 2001/02 | Стив Логан (2)      |      | Университет Цинциннати                        | Разыгрывающий защитник                      | Четвёртый    | [ 2 ]      |
| 2002/03 | Дуэйн Уэйд          |      | Университет Маркетта                          | Атакующий защитник / Разыгрывающий защитник | Третий       | [ 3 ]      |
| 2003/04 | Антонио Бёркс       |      | Университет Мемфиса                           | Разыгрывающий защитник                      | Четвёртый    | [ 4 ]      |
| 2004/05 | Эдди Басден         |      | Университет Северной Каролины в Шарлотт       | Лёгкий форвард / Атакующий защитник         | Четвёртый    | [ 5 ]      |
| 2005/06 | Родни Карни         |      | Университет Мемфиса                           | Лёгкий форвард / Атакующий защитник         | Четвёртый    | [ 6 ]      |
| 2006/07 | Моррис Элмонд       |      | Университет Райса                             | Атакующий защитник                          | Четвёртый    | [ 7 ]      |
| 2007/08 | Крис Дуглас-Робертс |      | Университет Мемфиса                           | Лёгкий форвард / Атакующий защитник         | Третий       | [ 8 ]      |
| 2008/09 | Джермейн Тэйлор     |      | Университет Центральной Флориды               | Атакующий защитник                          | Четвёртый    | [ 9 ]      |
| 2009/10 | Рэнди Калпеппер     |      | Техасский университет в Эль-Пасо              | Разыгрывающий защитник                      | Третий       | [ 10 ]     |
| 2010/11 | Аарон Джонсон       |      | Алабамский университет в Бирмингеме           | Разыгрывающий защитник                      | Четвёртый    | [ 11 ]     |
| 2011/12 | Уилл Бартон         |      | Университет Мемфиса                           | Атакующий защитник                          | Второй       | [ 12 ]     |
| 2012/13 | Джо Джексон         |      | Университет Мемфиса                           | Разыгрывающий защитник                      | Третий       | [ 13 ]     |
| 2013/14 | Шон Джонс           |      | Государственный университет Среднего Теннесси | Тяжёлый форвард                             | Четвёртый    | [ 14 ]     |
| 2014/15 | Спиди Смит          |      | Луизианский технологический университет       | Разыгрывающий защитник / Атакующий защитник | Четвёртый    | [ 15 ]     |
| 2015/16 | Алекс Хэмилтон      |      | Луизианский технологический университет       | Атакующий защитник                          | Четвёртый    | [ 16 ]     |
| 2016/17 | Джакори Уильямс     |      | Государственный университет Среднего Теннесси | Тяжёлый форвард                             | Четвёртый    | [ 17 ]     |
| 2017/18 | Ник Кинг            |      | Государственный университет Среднего Теннесси | Тяжёлый форвард                             | Четвёртый    | [ 18 ]     |
| 2018/19 | Би Джей Стит        |      | Университет Старого Доминиона                 | Атакующий защитник                          | Четвёртый    | [ 19 ]     |
| 2019/20 | Джавион Гамлет      |      | Университет Северного Техаса                  | Разыгрывающий защитник                      | Третий       | [ 20 ]     |
| 2020/21 | Чарльз Бэсси        |      | Университет Западного Кентукки                | Центровой                                   | Третий       | [ 21 ]     |
| 2021/22 | Джордан Уокер       |      | Алабамский университет в Бирмингеме           | Разыгрывающий защитник                      | Четвёртый    | [ 22 ]     |
| 2022/23 | Тайлор Перри        |      | Университет Северного Техаса                  | Атакующий защитник                          | Четвёртый    | [ 23 ]     |
| 2023/24 | Айзея Кроуфорд      |      | Луизианский технологический университет       | Лёгкий форвард                              | Пятый        | [ 24 ]     |
| 2024/25 | Джарон Пьер         |      | Университет штата Алабама в Джэксонвилле      | Атакующий защитник                          | Четвёртый    | [ 25 ]     |